# Князья-валии Кабарды

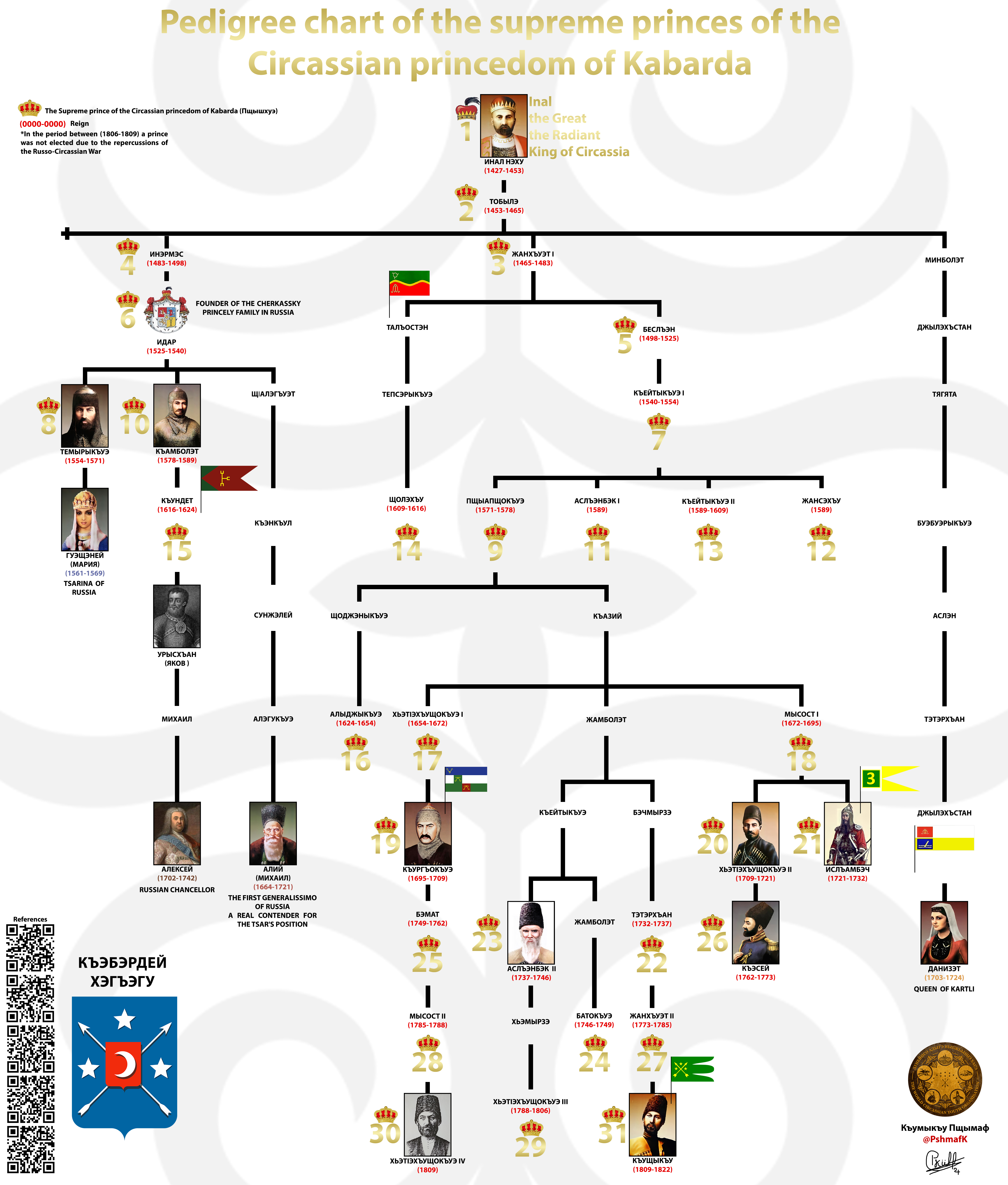
Princes Of East Circassia

Валии Кабарды (кабард.-черк. Къэбэрдейм и уэлийхэр) — титул верховного (главного) князя Кабарды (Восточной Черкесии) (XV век — 1822). Термин является арабизмом, сравнительно поздно вошедшим в кабардинский язык. Ещё в конце XVIII века для обозначения титула старшего князя Кабарды использовался термин пщы тхьэмадэ, который упоминался в русских документах XVI—XIX веков как большой князь или старший князь.

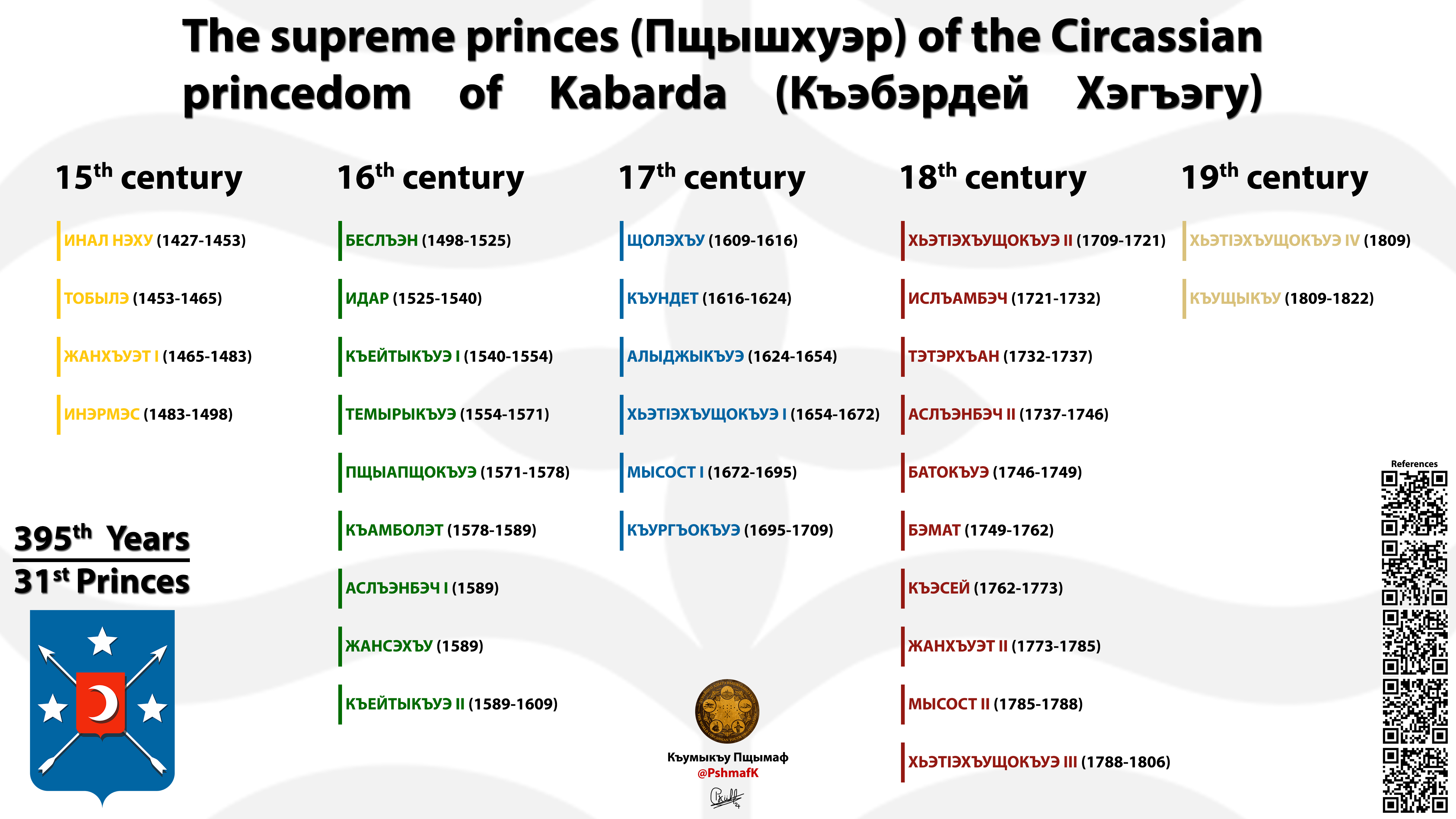
Князья Кабарды

## Князья-правители (пщышхуэ) Кабарды
| Русское имя                         | Оригинальное имя | Годы правления          | Годы жизни    | Примечания |
| ----------------------------------- | --- | ----------------------- | ------------- | --- |
| Инал                                | Хурсотлеюк Инал Нэс (праадыг. Хъурысуэлъей ыкъу Инал Нэсу, совр. каб. Хъурыфэлъей икъуэ Инал Нэф / совр. кях. Хъурышъолъай ыкъо Инал Нэшъу) | последняя четв. XV века |               | Легендарный родоначальник кабардинских князей, жил в XV веке. Праадыгские буквы цу [tsw], сӏу [s'w], су [sw] перешли в кабардинские в, фI, ф во второй половине XVI века в связи с появлением заимствованных букв ф, в. |
| Тобулда                             | Инал ыкъу Тэбылду | кон. XV века            |               | Сын и преемник Инала |
| Инармас                             | Тэбылду ыкъу Инэрмэс | нач. XVI века           |               | Сын Тобулды |
| Беслан                              | Янхъуэт ыкъу Беслъэн | 1-я четв. XVI века      |               | Сын Янхота, сына Тобулды |
| Идар                                | Инэрмэс ыкъу Айдар | 1-я пол. XVI века       |               | Сын Инармаса |
| Кайтук                              | Беслъэн ыкъу Къэйтыкъу | 2-я четв. XVI века      |               | Сын Беслана |
| Темрюк Идарович                     | Айдар ыкъу Темырикъу | 1554—1571               | ум. 1571      | Старший сын Идара. Его имя и отчество при жизни и несколько десятилетий спустя в документах писалось только в форме Темрюк/Темгрюк Идарович. Единственный раз форма «Кемургуко» встречается в документе XVII века.      |
| Шиапшук Кайтуков                    | Къэйтыкъу ыкъу Щыӏэпщыкъу | 1571—1578               |               | Старший сын Кайтука. Его имя во всех прижизненных документах, а также в отчестве его сына — Щепшук, Шопшук, Шекапшук.                                                                                                   |
| Камбулат Идарович                   | Айдар ыкъу Къамболэт | 1578—1589               | ум. 1589      | Младший сын Идара |
| Асланбек Кайтуков                   | Къэйтыкъу ыкъу Аслъэнбэк | 1589                    |               | Сын валия Кабарды Кайтука |
| Янсох Кайтуков                      | Къэйтыкъу ыкъу Янсэхъу | 1589                    |               | Младший сын валия Кабарды Кайтука |
| Кайтук Кайтуков                     | Къэйтыкъу ыкъу Къэйтыкъу | 1589—1609               |               | Сын князя-валия Кабарды Кайтука Бесланова |
| Шолох Тапсаруков                    | Тепщэрыкъу ыкъу Щэулэхъу | 1609—1616               | ум. 1616      | Сын князя Тапсарука Талостанова и внук князя Талостана, младшего брата Беслана |
| Куденет Камбулатович                | Къамболэт и къуэ Къудэнет | 1616—1624               | ум. 1624      | Сын Камбулата Идаровича. Добавление конечной гласной в слове «къу» (сын) > «къуэ» происходит в кабардинском диалекте в начале XVII века, что прослеживается в написании имён кабардинцев в середины 1610-х годов.       |
| Алегуко Шеуганукин                  | Щэугэныкъуэ и къуэ Алэгыкъуэ | 1624—1654               | ум. 1654      | Старший сын Шеганука Шиапшукова и внук князя-валия Кабарды Шиапшука Кайтукова. Его имя и отчество во всех прижизненных документах — Алегука/Алягука Шеганукин/Шагонукин.                                                |
| Хатохшоко Казыев                    | Къазый и къуэ Хьэтӏэхъужьыкъуэ | 1654—1672               |               | Сын Казыя Шиапшукова, убитого в 1615 году, и внук Шиапшука Кайтукова. Основатель рода князей Атажукиных. Его имя во всех прижизненных документах писалось с буквой «жь» вместо «щ» как в современном виде.              |
| Мисост Казыев                       | Къазый и къуэ Мысэуэст | 1672—1695               |               | Сын Казыя Шиапшукова. Основатель рода князей Мисостовых. |
| Кургоко Атажукин                    | Хьэтӏэхъужьыкъуэ Къазый и къуэ Къургъокъуэ                                                                                                  | ок. 1695—1709/10        | ум. 1709/1710 | Сын Хатокшоко Казыева |
| Хатакшоко (Атажуко) Мисостов        | Мысэуэст и къуэ Хьэтӏэхъущыкъуэ | 1709/10 — 1721          | ум. 1721      | Сын Мисоста-мирзы Казыева |
| Исламбек Мисостов                   | Мысэуэст и къуэ Ислъамбэч | 1721—1732               | ум. 1732      | Двоюродный брат Кургоко Атажукина |
| Татархан Бекмурзин                  | Бэкмырзэ и къуэ Тэтэрхъан | 1732—1737               | ум. 1737      | Старший из сыновей Бекмурзы Джамбулатова — родоначальника кабардинского княжеского рода Бекмурзиных |
| Асланбек Кайтукин                   | Къейтыкъуэ и къуэ Аслъэнбэк | 1737—1746               | ум. 1746      | Старший сын князя Кайтуко Джамбулатова |
| Батоко Джембулатов                  | Джамболэт и къуэ Бэтокъуэ | 1746—1749               | ум. 1749      | Четвёртый сын князя Бекмурзы Джамбулатова |
| Бамат (Магомед) Кургокин (Атажукин) | Хьэтӏэхъущокъуэ Къургъокъуэ и къуэ Бэмат (Мухьэмэд)                                                                                         | 1749—1762               |               | Старший сын старшего князя-валия Кабарды Кургоко Атажукина |
| Касай Атажукин                      | Хьэтӏэхъущокъуэ Къасей | 1762—1773               | ум. 1773      | Старший сын старшего князя-валия Кабарды Атажуко Мисостова |
| Джанхот Татарханов                  | Тэтэрхъан и къуэ Жанхъуэт | 1773—1785               |               | Второй сын старшего князя-валия Кабарды Татархана Бекмурзина |
| Мисост Баматов (Атажукин)           | Хьэтӏэхъущокъуэ Бэмат и къуэ Мысост | 1785—1788               | ум. 1788      | Старший сын старшего князя-валия Кабарды Бамата (Магомеда) Кургокина (Атажукина) |
| Атажуко Хамурзин                    | Хьэмырзэ и къуэ Хьэтӏэхъущыкъуэ | 1788—1806               | ум. 1806      | В 1793—1809 годах распря в Кабарде |
| Атажуко Атажукин                    | Хьэтӏэхъущыкъуэ и къуэ Хьэтӏэхъущокъуэ | 1809                    | ум. 1809      | Старший сын старшего князя-валия Кабарды Мисота Баматова (Атажукина) |
| Кучук Джанхотов                     | Жанхъуэт и къуэ Кушыку | 1809—1822               | 1758—1830     | Старший сын князя-валия Кабарды Джанхота Татарханова и внук князя-валия Кабарды Татархана Бекмурзина |